# Uranothauma
Uranothauma là một chi bướm ngày thuộc họ Lycaenidae.

## Các loài
- Uranothauma antinorii (Oberthür, 1883)
- Uranothauma artemenes (Mabille, 1880)
- Uranothauma belcastroi Larsen, 1997
- Uranothauma confusa Kielland, 1989
- Uranothauma cordatus (Sharpe, 1892)
- Uranothauma crawshayi Butler, 1895
- Uranothauma cuneatum Tite, 1958
- Uranothauma delatorum Heron, 1909
- Uranothauma falkensteini (Dewitz, 1879)
- Uranothauma frederikkae Libert, 1993
- Uranothauma heritsia (Hewitson, 1876)
- Uranothauma kilimensis Kielland, 1985
- Uranothauma lukwangule Kielland, 1987
- Uranothauma lunifer (Rebel, 1914)
- Uranothauma nguru Kielland, 1985
- Uranothauma nubifer (Trimen, 1895)
- Uranothauma poggei (Dewitz, 1879)
- Uranothauma pseudocrawshayi Kielland, 1980
- Uranothauma uganda Kielland, 1980
- Uranothauma usambarae Kielland, 1980
- Uranothauma vansomereni Stempffer, 1951
- Uranothauma williamsi Carcasson, 1961